# Murano
Murano este o insulă în laguna Veneției, Italia, pe care se află orașul cu același nume renumit pentru produsele de sticlărie.

## Personalități născute aici
- Francesco Maria Piave (1810 - 1876), libretist, colaborator al lui Giuseppe Verdi.

## Imagini

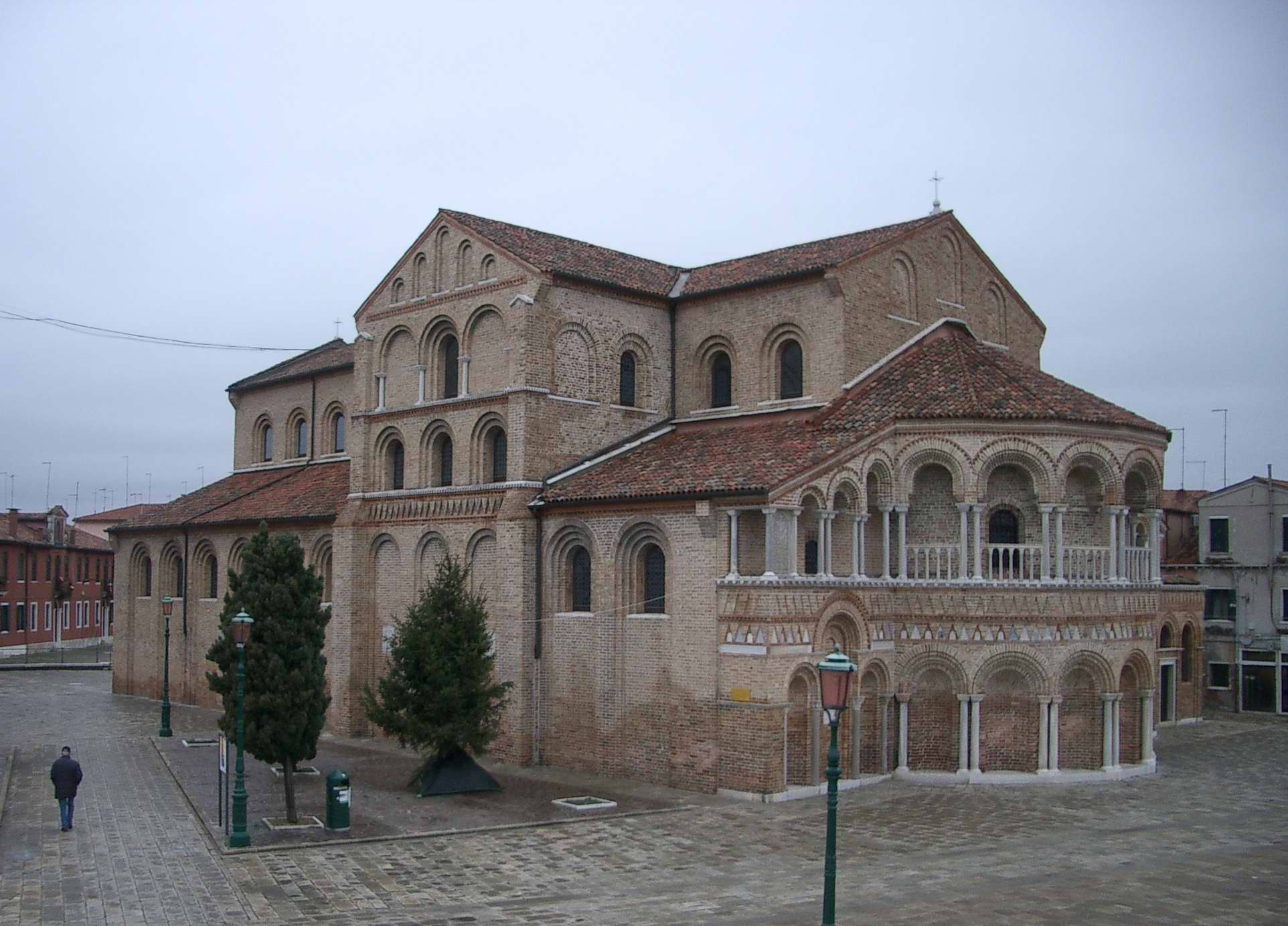
Biserica Santa Maria e San Donato, Murano
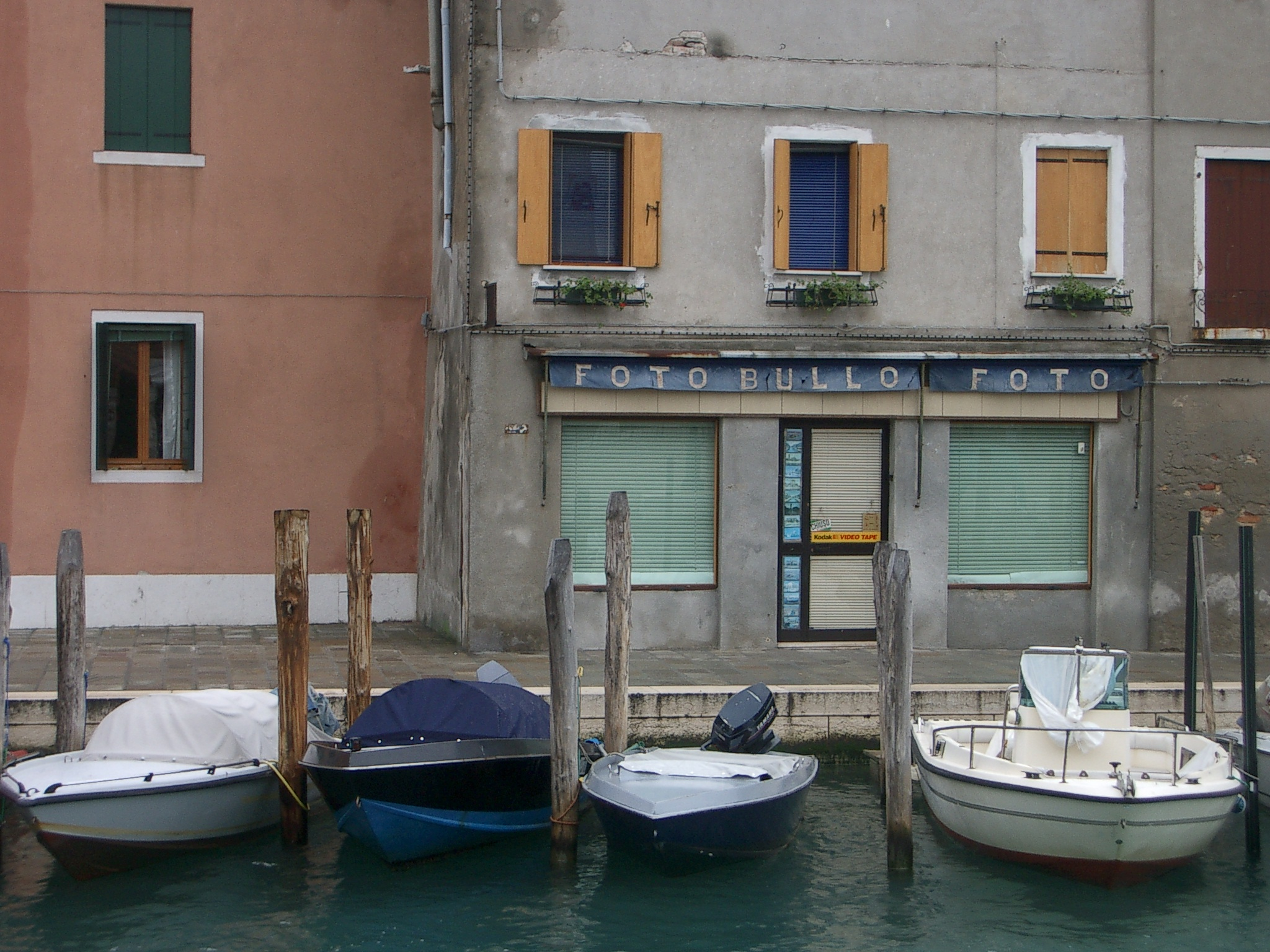
Un magazin cu bărci la Murano
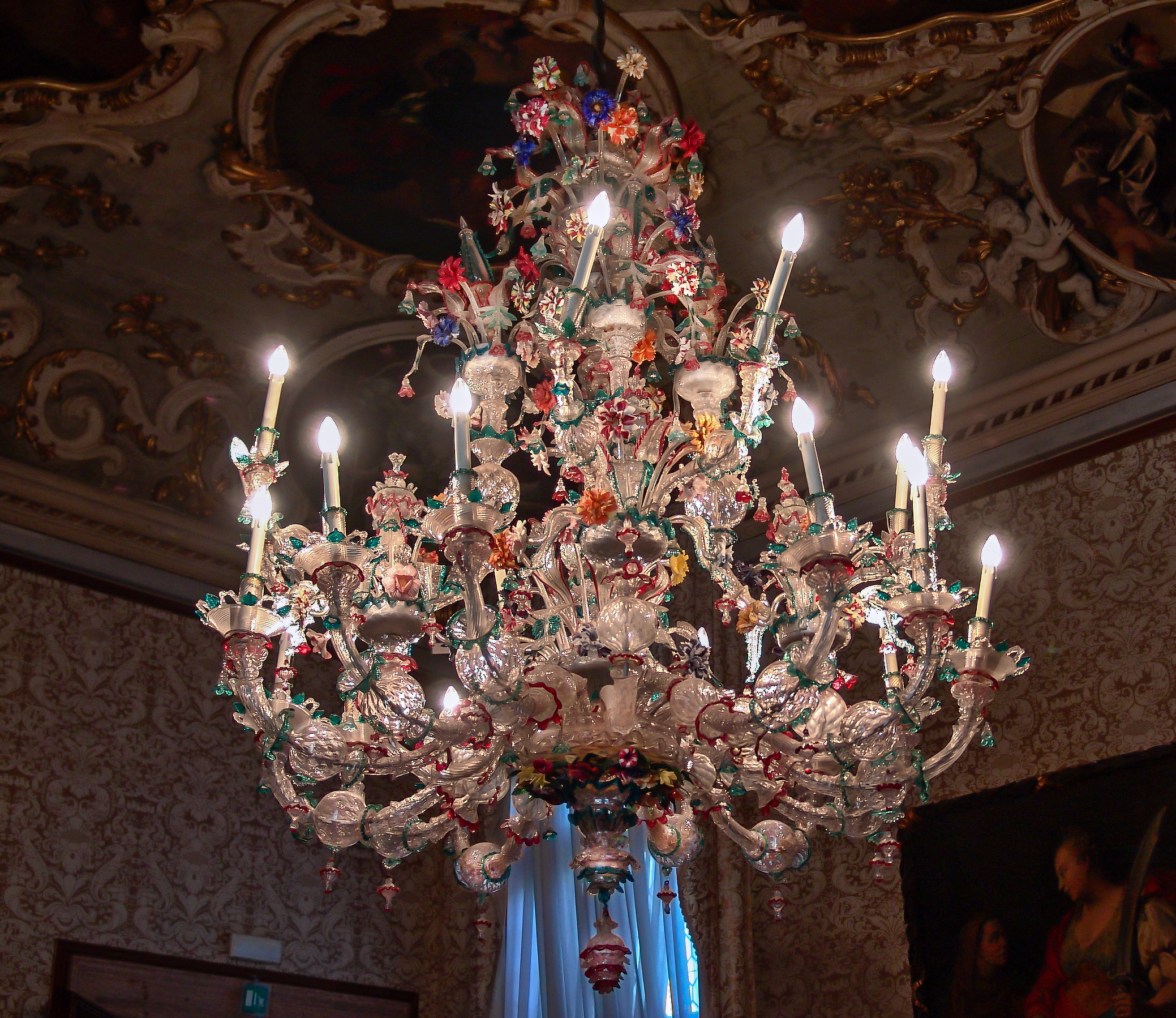
Candelabru din sticla de Murano